# Michele Cevoli
Michele Cevoli (Borgo Maggiore, 22 de julio de 1998) es un futbolista sanmarinense que juega en la demarcación de defensa para el A. C. Juvenes/Dogana del Campeonato Sanmarinense de fútbol.

## Selección nacional
Tras jugar con la selección de fútbol sub-17 de San Marino y la sub-21, finalmente hizo su debut con la selección absoluta el 31 de mayo de 2017 en un partido amistoso contra Italia que finalizó con un resultado de 8-0 a favor del combinado italiano.

## Clubes
| Club                 | País       | Año       | Partidos | Goles |
| -------------------- | ---------- | --------- | -------- | ----- |
| San Marino Calcio    | San Marino | 2015-2019 | 32       | 0     |
| S. S. Pennarossa     | San Marino | 2020      | 4        | 0     |
| A. C. Juvenes/Dogana | San Marino | 2020-     | 44       | 1     |